# جامع الجراح
جامع الجرّاح هو أحد جوامع دمشق يقع في الجزء الجنوبيّ من دمشق القديمة، بالقرب من مقبرة الباب الصّغير، في منطقة كانت تُعرف سابقًا بـ "سوق الغنم" خلال العصر الأيوبيّ. كانت هذه المنطقة موطنًا لبائعي الغنم والمواشي. يقع المسجد في جادّة تخترق المقبرة من الشّرق إلى الغرب، وقد ارتبط في البداية بالصّلاة على الجنائز، ولذلك سُمّي أيضا "مسجد الجنائز". 

## تاريخ الجامع
تمّ بناء المسجد في الجزء الجنوبيّ من دمشق القديمة، بالقرب من مقبرة الباب الصّغير في منطقة كانت تُعرف بـ "سوق الغنم" خلال العصر الأيوبيّ. في البداية، كان المسجد صغيرًا ومتهدّمًا، وقد ذكره المؤرّخ ابن عساكر في القرن السّادس الهجريّ (12م) بأنّه كان قديمًا وخربًا، ويحتوي على بئر. لاحقًا، في العصر الأيوبيّ، قام رجل صالح يُدعى جرّاح المضحى بتجديد المسجد بعد أن خُرِّب. بعد ذلك، في عام 631 هـ، قام الملك الأشرف ابن الملك العادل بتوسيع المسجد وتحويله إلى جامع كبير، كما أوقف عليه قرية من أعمال مرج دمشق. ولكن في أواخر سنة 642 هـ، تعرّض المسجد لحريق مدمّر بعد التّوسعة، وتمّ تجديده مرّة أخرى في سنة 652 هـ على يد الأمير مجاهد الدّين محمّد ابن الأمير غرس الدّين قليج النّوريّ. 
تاريخ المسجد شهد عدّة محطّات ترميميّة أخرى بسبب الأضرار الّتي تعرّض لها عبر العصور. في عام 974 هـ، دُمّر المسجد بحريق كبير، ممّا دفع الشّيخ الكمال الحمزاويّ لجمع الأموال لإعادة بناء المسجد. وقد أضاف بعض التّعديلات في تصميمه، مثل: إضافة حرم بسيط في الجهة الجنوبيّة وصحن في الجهة الشّماليّة. في عام 1173 هـ، تضرّرت مئذنة المسجد من الزّلزال، ولكن تمّ تجديدها وبناؤها مجدّدًا، حيث تتميّز المئذنة بالطّراز الأيوبيّ، وجذعها الضّخم مع شرفة خشبيّة مثمّنة الشّكل بتصميم مملوكيّ.

## الوصف المعماريّ
يمتاز المسجد بوصف معماريّ مميّز، حيث تتميّز جدرانه المرتفعة الّتي تصل إلى 18 مترًا، ممّا يعطيه طابعًا قويًّا وملحوظًا في أفق دمشق. في الجبهة الشّماليّة الضّخمة، يوجد الباب الرّئيس للمسجد، الّذي يرافقه شبّاكان على جانبيه الأيمن والأيسر تؤدّيان إلى الصّحن الدّاخليّ. فوق الباب، توجد لوحة حجريّة نقش عليها آية قرآنيّة: "إنّما يعمر مساجد الله من آمن بالله واليوم الآخر وأقام الصّلاة وآتى الزّكاة". كما أنّ مئذنة المسجد، الّتي تضرّرت بفعل الزّلزال في عام 1173 هـ، تمّ تجديدها وبناؤها مجدّدًا، حيث تتميّز بتصميم جذع أيوبيّ ضخم ومتقّشف، يبرز طرازه المعماريّ الفريد. تعلو المئذنة شرفة خشبيّة مثمّنة الشّكل، الّتي تُظهر فنّ العمارة المملوكيّة بتفاصيلها الدّقيقة والزّخارف الجميلة. 
الحرم في جامع جرّاح يتمتّع بتصميم معماريّ بسيط وأنيق في آن واحد. يمتدّ الحرم بمسقط مستطيل، حيث يتوازى ضلعه الطّويل مع اتّجاه القبلة. السّقف الخشبيّ الجملوني البسيط يعلو الحرم، ويرتكز على دعامتين حجريّتين مستحدثتين من البازلت الأسود في وسطه. حلّ هذا السّقف محلّ السّقف الخشبيّ الأصليّ الّذي كان يعتمد على جسور خشبيّة عرضيّة، وكانت جسوره متّكئة على كوابيل خشبيّة مثبتة على جدران الحرم الشّماليّة والجنوبيّة. 

## واجهات الجامع
تتميّز واجهات جامع جرّاح ببساطتها وجمالها المعماريّ. الواجهات الشّرقيّة والغربيّة والجنوبيّة مغطّاة باللّياسة والكلسة البيضاء، ممّا يعطيها مظهرًا نظيفًا وأنيقًا. أمّا الواجهة الرّئيسة الشّماليّة فهي أكثر تميّزًا، حيث بنيت من مداميك الحجر الكلسيّ الكبير وتنتهي بإفريز حجريّ بسيط. ينصف الواجهة مدخل حجريّ غائر يعلوه عقد مدبّب ومشهّر من الحجر الكلسيّ، يحيط به شبّاكان مستطيلان متناظران. في الطّرف الشّرقيّ للواجهة، توجد كتلة المطهرة المنكسرة قليلًا عن الواجهة، الّتي تحوي شبّاكين متماثلين في أعلاها.
تعلو المئذنة محور المدخل، وتستند إلى دعامتين كبيرتين تشكّل الفراغ بينهما دهليز المدخل. المئذنة ذات جذع مربّع مبنيّ من الآجرّ ومغطّى باللّياسة الكلسيّة. في أسفل الضّلع الشّرقيّ للجذع، يوجد باب معقود بعقد مدبّب، بالإضافة إلى أربع فتحات مستطيلة ومتناظرة في نهاية الجذع. تحمل المئذنة شرفة خشبيّة مثمّنة بارزة، يحيط بها درابزين خشبيّ وأعمدة خشبيّة في زواياها تحمل مظلّة خشبيّة مثمّنة. فوق الشّرفة، يوجد جوسق مثمّن ذو طبقتين متدرّجتين، الأولى تحتوي على فتحة في ضلعها الشّماليّ وزخارف بسيطة، والثّانية تحتوي على نوافذ مصمّتة ذات عقد نصف دائريّ. وتعلو المئذنة قلنسوة نصف كرويّة مدبّبة بشكل يشبه الخوذة، وتتوّج بالهلال، ممّا يعكس جمالًا معماريًّا مميّزًا.

## حريق الجامع
شهد جامع جرّاح العديد من الحوادث المدمّرة عبر تاريخه، وكان من أبرزها الحريق الّذي تعرّض له في سنة 642 هـ/1244م خلال فترة حكم الملك الصّالح عماد الدّين إسماعيل. كان هذا الحريق كارثيًّا، حيث دمّر جزءًا كبيرًا من المسجد، ممّا تطلّب تجديدًا شاملًا للمبنى. ورغم التّحدّيات الّتي واجهها، قام الأمير مجاهد الدّين بن شمس الدّين محمود بن غرس الدّين قليج بتولّي إعادة بناء المسجد في سنة 648 هـ/1250م، واستكمل العمل في سنة 652 هـ/1254م ليعيد للمسجد رونقه وقوّته.
وفي وقت لاحق، في سنة 974 هـ/1566م، تعرّض المسجد لحريق آخر ألحق أضرارًا بالغة به. هذه المرّة، تولى نائب الشّام مصطفى باشا أو سنان آغا الينكجريّة مهمّة تجديد المسجد، وتمّم التّرميم الشيخ الكمال الحمزاويّ بمساعدة أهل الخير. بعد عدّة حوادث من هذا النّوع، ظلّت جهود التّرميم والإعادة المستمرّة للمسجد شاهدة على استمراريّته، حتّى تمّت الإشراف على ترميمه في العصر الحديث من قبل مديريّة أوقاف دمشق في سنة 1432 هـ/2011م. 